# نورس فيلادلفيا
نورس فيلادلفيا أو نورس بونابرت (الاسم العلمي: Larus philadelphia) (بالإنجليزية: Bonaparte's Gull)‏ هو نوع من الطيور يتبع جنس النورس من الفصيلة النورسية.